# 李锐夫
李锐夫（1905年—1987年），原名李蕃，男，浙江平阳人，中国数学家，曾任华东师范大学副校长，第五、六届全国人大代表。